# Santa Maria d'Aler
Santa Maria d'Aler és una església romànica del segle xii, situada al municipi de Benavarri, dins de la Franja de Ponent a la comarca de la Ribagorça a l'indret conegut com a Aler.
La seva planta és una nau i absis transformat en poligonal com a base del la torre, i capelles laterals, amb un campanar en torre poligonal. La portalada és dovellada de mig punt.
El seu estat és bo.